# 刘玉璋
刘玉璋（1842年-1915年），号特洲，室名“夔夔堂”，四川奉节人，科举人，清朝政治人物。工诗，书法家，尤善行草。

## 生平
同治十二年(1873) 科举人，历任福建宁德、连江、瓯宁、福安、侯官、永安、霞浦县等县知县。光绪年间接替朱丙元任龙岩州知州一职，由陈锬接任，后接替黎景嵩复任此职。清末任福建建宁府知府等。著《夔夔堂詩草》（清宣统三年（1911）福州印刷公司铅印本）。

## 家庭
- 长孙刘建民（c.1880s-?）。曾孙女刘德伟（1912-2006），著有自传回忆录《一粒珍珠的故事》（2006）。